# Svrčinovec
Svrčinovec (ungarisch Fenyvesszoros – bis 1899 Szvrcsinovecz, polnisch Świerczynowiec) ist eine Gemeinde in der Slowakei.

## Lage

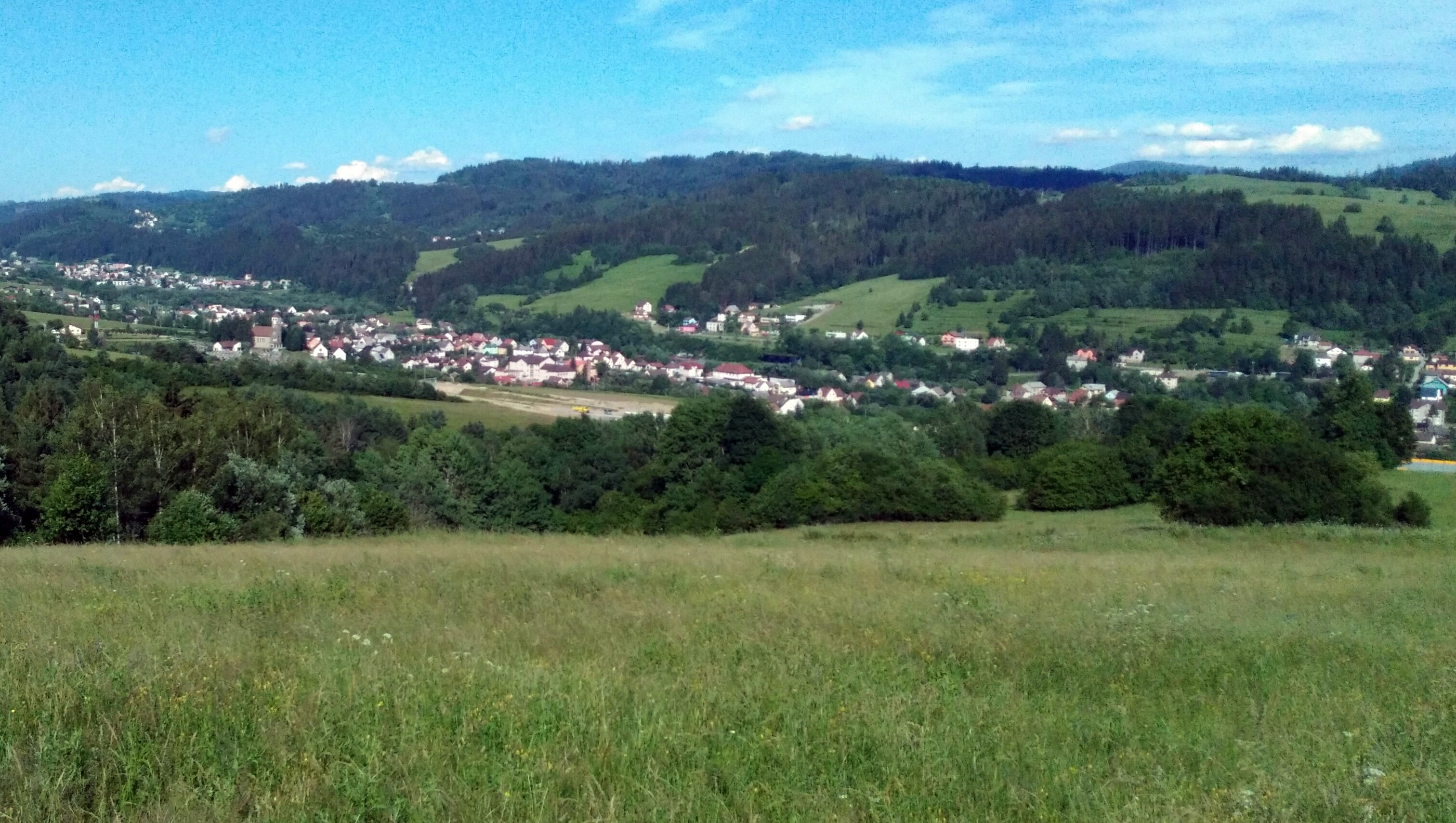
Blick auf den Ort

Die Gemeinde liegt in der Nordslowakei südwestlich des Dreiländerecks Slowakei-Tschechien-Polen unter dem Jablunkapass am Ufer des Flusses Čierňanka in der Region Kysuce. Die Nachbarorte sind die Kreisstadt Čadca im Süden, Čierne im Osten und in Tschechien Mosty u Jablunkova im Norden. 
Obwohl die Gemeinde verwaltungstechnisch nicht aufgeteilt ist, gibt es viele Einzelhöfe/Kleinsiedlungen (slowakisch kopanice) um den eigentlichen Ort herum.

## Bevölkerung
| Jahr                | 1994 | 2004     | 2014    | 2024    |
| ------------------- | ---- | -------- | ------- | ------- |
| Anzahl der Personen | 3138 | 3467     | 3560    | 3305    |
| Unterschied         |      | +10,48 % | +2,68 % | −7,16 % |

| Jahr                | 2023 | 2024    |
| ------------------- | ---- | ------- |
| Anzahl der Personen | 3339 | 3305    |
| Unterschied         |      | −1,01 % |

Nach der Zählung 2001 hatte der Ort 3382 Einwohner. Davon waren:
- 98,29 % Slowaken
- 0,98 % Tschechen
- 0,06 % Zigeuner
- 0,03 % Madjaren
- 0,03 % Polen.[4]

Vorherrschende Religion ist mit 97,37 % die römisch-katholische, etwa 0,98 % sind ohne Bekenntnis.

## Geschichte
Die erste schriftliche Erwähnung erfolgte 1658 als Walachensiedlung. 1871 wurde die Trasse der Kaschau-Oderberger Bahn gebaut und der Ort bekam einen Bahnanschluss. Bis 1918 gehörte er zum Königreich Ungarn im Komitat Trentschin und später zur neu entstandenen Tschechoslowakei. 1938 annektierte Polen das Dorf zusammen mit dem Olsagebiet, es war ab 1939 jedoch wieder Teil der Slowakei.
(siehe dazu Tschechoslowakisch-polnische Grenzkonflikte, Karte Gebiet Nr. 1).

## Bevölkerungsentwicklung
- 1784: 951 Einwohner in 136 Häusern
- 1828: 1558 Einwohner in 165 Häusern
- 1910: 1700 Einwohner

## Partnerschaft
- Mosty u Jablunkova (Mosty in den Beskiden), Tschechische Republik

## Wirtschaft und Verkehr
Der Ort liegt in der Euroregion Beskydy und bildet zusammen mit Čierne und Skalité die  Mikroregión Kysucký Triangel (Kischützer Dreieck).
Svrčinovec ist ein Eisenbahnknotenpunkt, da die Bahnstrecke Žilina–Bohumín durch das Dorf nach Tschechien führt und die Strecke über Skalité nach Bielsko-Biała in Polen im Ort abzweigt. Außerdem stellt die Gemeinde einen Straßenknotenpunkt dar. Die Hauptstraße I/11 führt Richtung Tschechien und die Hauptstraße I/12 (E 75) Richtung Polen.